# Johannes Acoluthus
Johannes Acoluthus, Jan Akolut (ur. 5 grudnia 1628 w Głuszynie, zm. 8 maja 1689 we Wrocławiu) – duchowny luterański i pisarz religijny. Ojciec Andreasa, wrocławskiego orientalisty.

## Życiorys
Urodził się w rodzinie pastorskiej. W latach 1636–1646 uczęszczał do szkół w latach w Namysłowie, Wrocławiu i Gdańsku. Od 1648 studiował w Królewcu, następnie w Lipsku, Wittenberdze, a ukończył studia w 1652 w Strasburgu. W tym też roku został substytutem (zastępcą) swego ojca, pastora w Domasławicach, wkrótce zaś w 1655 r. polskim i niemieckim kaznodzieją w kościele św. Krzysztofa we Wrocławiu.
W 1659 został diakonem w kościele Marii Magdaleny, a w gimnazjum przy tym kościele profesorem języka hebrajskiego. Od 1677 eklezjasta w kościele św. Elżbiety. Doktorat teologii uzyskał w 1669 w Wittenberdze pod przewodnictwem Abrahama Calova i w tym samym roku został pastorem w kościele św. Elżbiety oraz inspektorem wrocławskich gimnazjów. W ten sposób stał się zwierzchnikiem ewangelickiego duchowieństwa we Wrocławiu. Był znakomitym kaznodzieją i dysputantem. Doskonale posługiwał się językiem polskim. Był najważniejszym z pięciu współautorów Doskonałego kancjonału polskiego (Brzeg 1673).